# 3506 French
3506 French (1984 CO1) là một tiểu hành tinh vành đai chính được phát hiện ngày 6 tháng 2 năm 1984 bởi Edward L. G. Bowell ở Flagstaff (AM).